# 清水溝堡
清水溝堡，是台灣北部自清治時期至日治初期的一個行政區劃，其範圍包括今宜蘭縣的羅東鎮西部、三星鄉東北端及冬山鄉西北端。
清水溝堡西邊及北邊為浮洲堡，東邊為二結堡、羅東堡，南邊為紅水溝堡。

## 管轄街庄
清水溝堡共轄4個庄：
- 今三星鄉境內：尾塹庄
- 今羅東鎮境內：北成庄、歪仔歪庄
- 今冬山鄉境內：廣興庄